# Populus trinervis
Populus trinervis är en videväxtart som beskrevs av C. Wang och S.L. Tung. Populus trinervis ingår i släktet popplar, och familjen videväxter. Utöver nominatformen finns också underarten P. t. shimianica.